# Ammoniakschotelkorst
Ammoniakschotelkorst (Lecanora barkmaniana) is een korstmossoort uit de familie Lecanoraceae. Het bestaat uit een mutualistische symbiose van de schimmel Lecanora barkmaniana en een groenwier van het geslacht Trebouxia. Het is een vrij algemene soort die voorkomt op de bast van laanbomen, vooral zomereik, es, populier, iep, wilg en linde. De soort was tot de jaren 1980 onbekend en heeft zich na vestiging in Nederland sterk uitgebreid.

## Determinatie

### Uiterlijke kenmkerken
Ammoniakschotelkorst is een wit, korstvormig korstmos. Het thallus is dun, bobbelig, met een gladde rand, witgrijs met in het midden gelige tot groengrijze, ronde tot samenvloeiende soralen. 
Hij heeft de volgende kenmerkende kleurreacties: C-, KC +/- (geel), K+ (geel), P+/- (geel).

### Microscopische kenmerken
De ascosporen zijn 7–10 × 3–4 µm. 

### Gelijkende taxa
De soort wordt soms verward met miskende schotelkorst (Lecanora compallens), die groene soralen heeft, of bleekgroene schotelkorst (Lecanora expallens), die een voorkeur heeft voor beschaduwde schors als groeiplaats.

## Ecologie
Ammoniakschotelkorst is een ammoniakverdragende en thermofiele soort die groeit op eutrofe of geëutrofieerde ruwe schors van bomen op lichte standplaatsen, vooral langs wegen.

### Syntaxonomie
In de systematiek van de mossen- en korstmossengemeenschappen is ammoniakschotelkorst een soort zonder diagnostische betekenis binnen de klasse van haarmutsen en vingermossen.

## Verspreiding
De soort komt algemeen voor in heel Nederland, iets minder langs de kust.